# I Allgemeinbildendes Stefan Żeromski – Lyzeum in Ełk
Das I Allgemeinbildende Stefan Żeromski – Lyzeum in Ełk (polnisch I Liceum Ogólnokształcące im. Stefana Żeromskiego w Ełku) ist eine allgemeinbildende Schule.
Sie wurde am  1. September 1945 als  staatliche koedukative Mittelstufenschule gegründet. 1946 wurde sie ein allgemeinbildendes Lyzeum.  1965 wurde sie nach Stefan Żeromski benannt, 1983 erhielt sie den Namen I Liceum Ogólnokształcące im. Stefana Żeromskiego w Ełku (I Allgemeinbildendes Stefan Żeromski - Lyzeum in Ełk).
Das Schulgebäude wurde 1856 erbaut, die Sporthalle 2006. 2013 erhielt die Schule einen  modernen Sportplatz.
Am I Lyzeum kann das Deutsche Sprachdiplom (B2/C1 Niveau) erworben werden.

## Bildergalerie

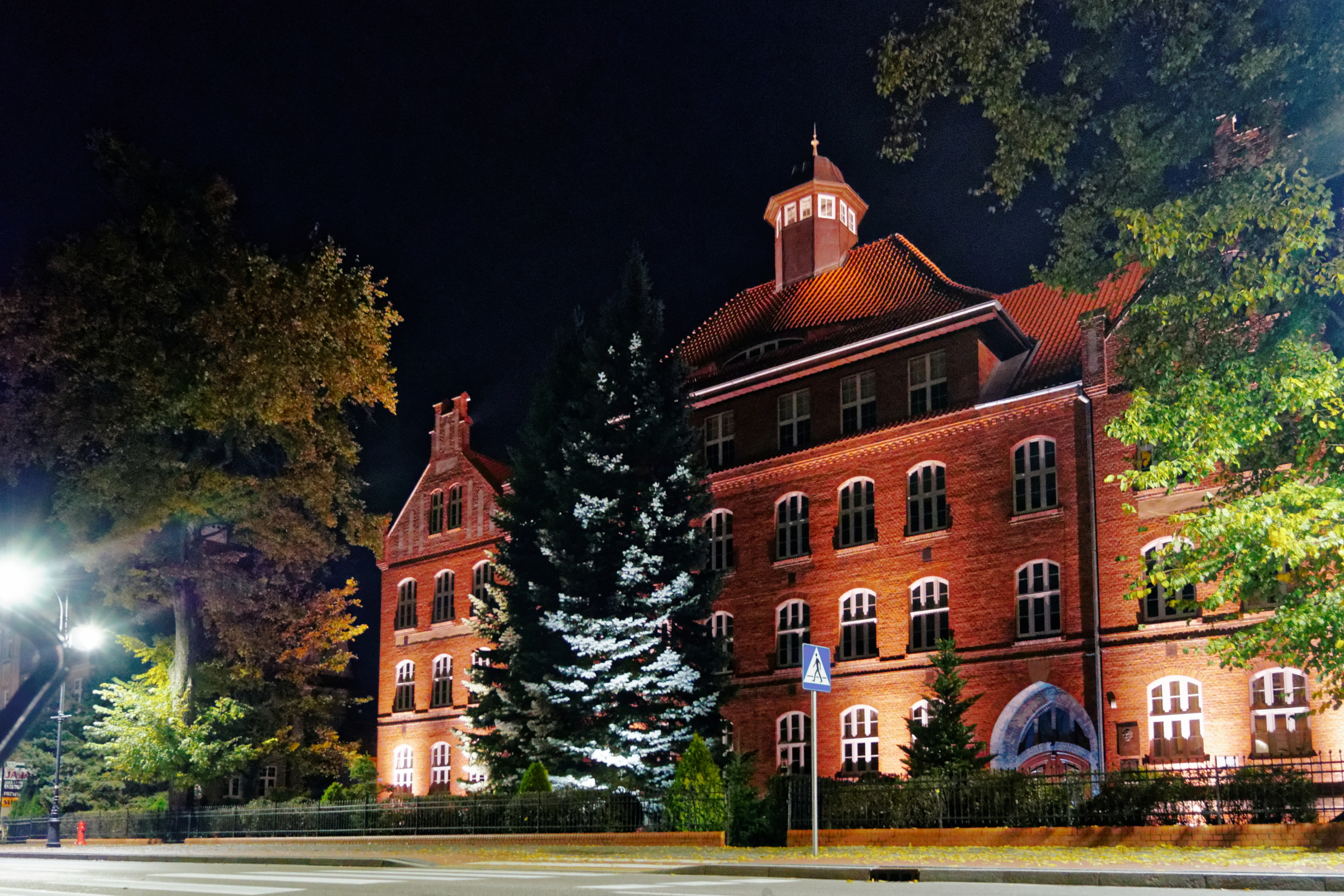
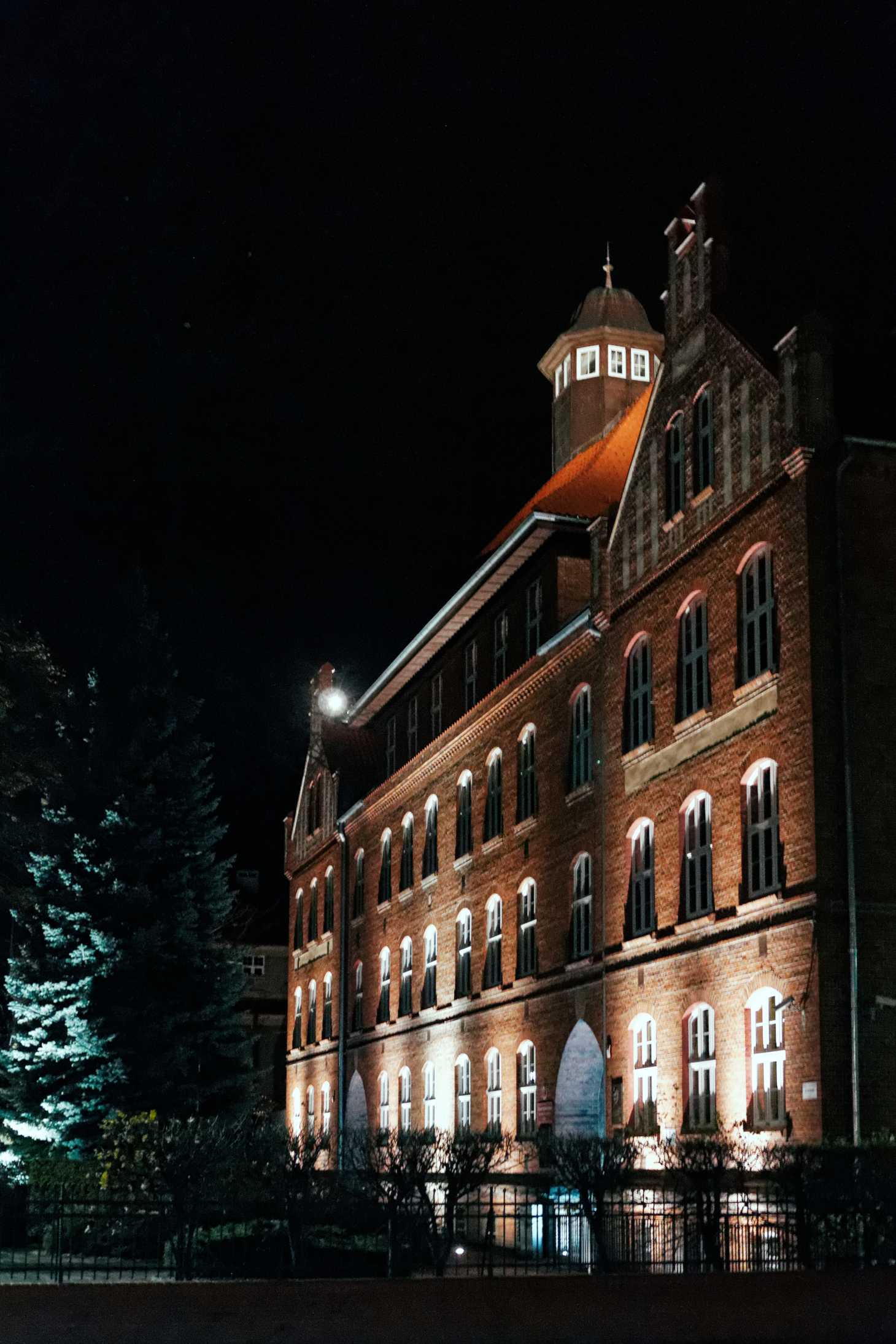
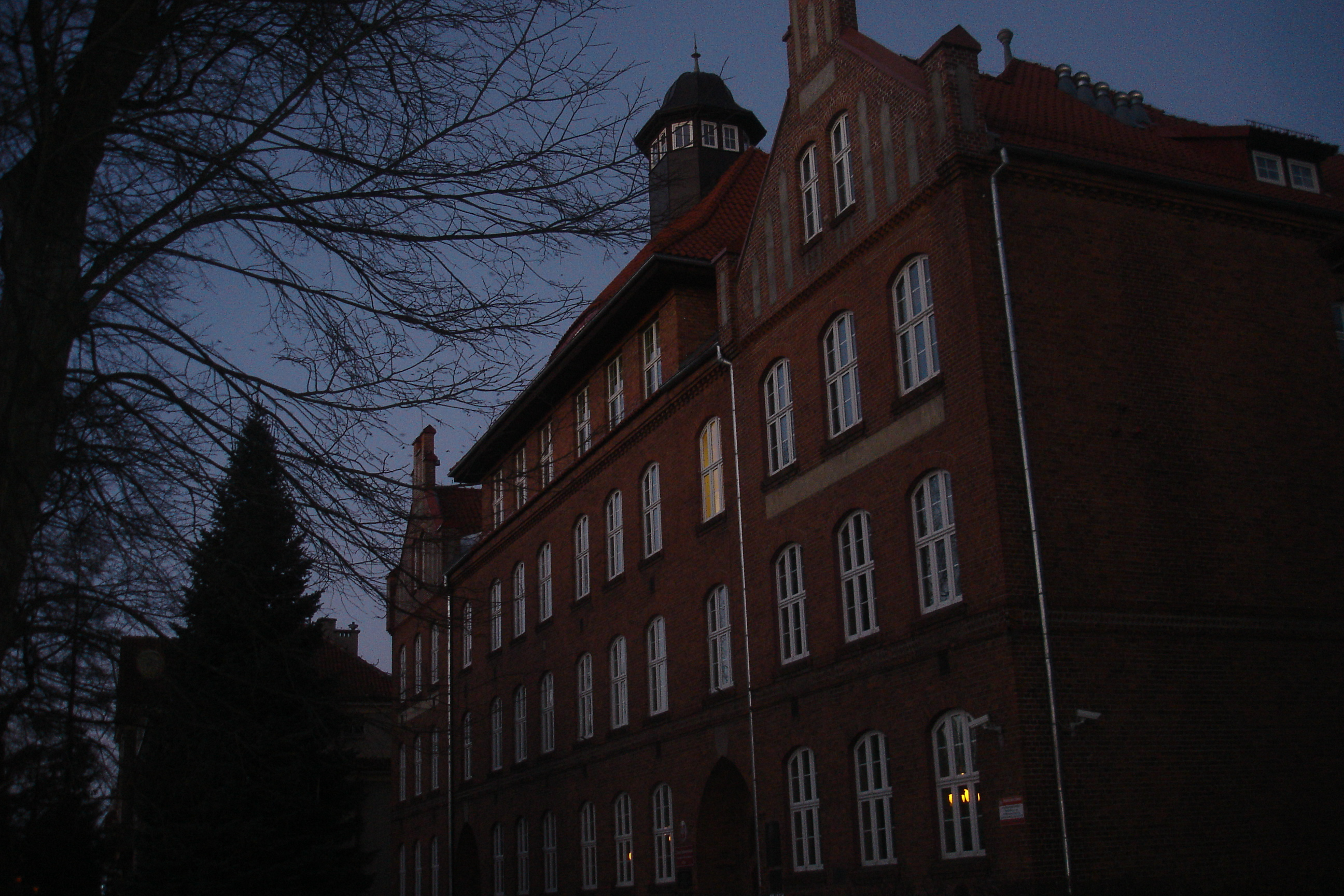